# Hoel (Schiff, 1962)
Die Hoel, auch USS Hoel, (Kennung: DDG-13) war ein Zerstörer der Charles-F.-Adams-Klasse in Diensten der United States Navy.

## Geschichte
Die Hoel wurde 1957 bei der Defoe Shipbuilding Company in Bay City, Michigan, in Auftrag gegeben, 1959 dort auf Kiel gelegt und 1960 vom Stapel gelassen. Das Schiff wurde getauft von Mrs. Harry H. Long, der Enkelin des Namenspatrons William R. Hoel. 1962 folgte die Indienststellung.
Nach Testfahrten wurde die Hoel 1963 in der Long Beach Naval Shipyard eingedockt, wo routinemäßige Nacharbeiten getätigt wurden.
In den folgenden Jahren wurde die Hoel im Vietnamkrieg eingesetzt. Unter anderem diente das Schiff als Combat-Search-and-Rescue-Einheit und für den Küstenbeschuss eingesetzt. Später war die Hoel Radarvorposten für die Coral Sea auf der Yankee Station.
In den 1980er Jahren wurde die Hoel im Persischen Golf eingesetzt. Dort beschützte sie während der „Operation Earnest Will“ unter anderem kuwaitische Supertanker und beschoss iranische Ölplattformen. 1990 wurde die Hoel schließlich außer Dienst gestellt und 1992 endgültig aus dem Schiffsregister gestrichen.
Danach wurde der Zerstörer von Charleston Shipbuilders Inc. erworben. Diese wollte das Schiff als schwimmendes Kraftwerk verwenden. Die Hoel wurde 1997 nach Manaus in Brasilien geschleppt, wo die lokalen Versorger keine ausreichende Stromversorgung liefern konnten. Da jedoch die Turbinen des Schiffes intensive Reparaturarbeiten benötigten und die erforderlichen Ersatzteile aus Amerika eingeschifft werden mussten, konnte die Hoel nur zeitweise ein Viertel der vertraglich versicherten Menge an Energie liefern, so dass der Vertrag nach nur einem Jahr aufgelöst wurde.